# Vuk (film)
A Vuk 1981-ben bemutatott magyar drámai kalandfilm műfajú rajzfilm, amely Fekete István azonos című regényéből készült. Az animációs játékfilm rendezője Dargay Attila, producerei Budai György és Imre István. Forgatókönyvét Dargay Attila, Imre István és Tarbay Ede írták. Zenéjét Wolf Péter szerezte. A tévé- és mozifilm a Pannónia Filmstúdió gyártásában készült, a MOKÉP forgalmazásában jelent meg. A címszereplő Vuk, a kis róka. 
Először 1981. április 18. és 21. között sugározták négy rövidebb részben a televízióban, egy hosszabb egész estés filmként pedig 1981. december 10-én mutatták be a mozikban. Az 1980 utáni magyar filmgyártás legnézettebb alkotása: a bemutatását követően 2,4 millióan látták.
A rajzfilm története nagy vonalakban követi a regény történetét, néhol egyszerűsítve, máshol vidám jelenetekkel és motívumokkal kiegészítve azt. A Macskafogó (1986) mellett ez az egyik legszélesebb körben ismert és elismert magyar „rajzfilm-klasszikus”. A történetből készült hosszú filmváltozat és négy epizódos sorozatváltozat is, minimális különbségekkel. A rajzfilmek 2008. április 17-ére készült el nem hivatalos folytatása, a Kis Vuk című 3D-s számítógépes animációs film, Gát György és Uzsák János rendezésében.
A rajzfilmet 2011-ben digitális változatban újították fel, amely 2017. június 22-én volt látható a mozikban. A felújításhoz kapcsolódóan az Uránia Nemzeti Filmszínházban tematikus Vuk-napot tartottak.

## Cselekmény

### Rövid összefoglaló
A történet egy rókacsalád éjszakai jelenetével kezdődik. Vuk, a kis róka, Kag és Íny kicsinyei közül a legkíváncsibb, a legéletrevalóbb. Híres vadász nagyapja után Kag Vuknak nevezi el, mely a filmben annyit tesz: Vadászom, Utamból Kotródj! Egy alkalommal Vuk elcsavarog az otthonaként szolgáló odútól, és amikor visszatér, már nem találja ott a szüleit és a testvéreit: a Simabőrű Ember, a vadász és az embernek behódolt kutyája elpusztították az egész rókacsaládot. Vukot nagybátyja, Karak veszi magához, aki megtanítja a vadászat és a rókalét minden csínjára-bínjára.
A felnőtt Vuk ravasz rókává és kiváló vadásszá válik, a Simabőrű baromfiudvarába sem átall ellátogatni. Miután Karak odavész az őszi hajtóvadászatban, Vuk bosszút esküszik: csúffá teszi a Simabőrűt, és minden baromfiját elragadja. A két vadászkutya ébersége ellenére Vuk végül a legutolsó gúnárját is elcseni, s még az ott fogva tartott rókalányt is sikerül kiszabadítania ketrecéből. A rókalánnyal szép, nagy családot alapít, és együtt élnek tovább Karak tágas és biztonságos barlangjában.

### Részletes cselekmény

#### Első jelenet
A kis róka és testvérei lefekvésre készülődnek az erdőben lévő otthonukban, egy nagy fa alatti rókavárban. Az elégedett szülők büszkén figyelik kicsinyeiket, különösen az egyik, ügyes kis kölyköt, akiről megállapítják, hogy az „öregapja vére van benne.” Róla is nevezik el Vuknak, mivel a jó szimatú, öreg róka, aki „első volt a nemzetségben”, azt szokta mondogatni: „Vadászom, utamból kotródj!” (ez a mondat kifejezetten a rajzfilmben szerepel, a regényben nem fordul elő, aszerint: „Vuk, ami annyit jelent, hogy minden rókának félre kell állni az útból, ha vadászatra indul”). Amikor az apa, Kag, vadászni indul, Vuk a nyomába szegődik. Kag azonban hamar észreveszi, hogy az engedetlen Vuk követi, és ráparancsol, hogy azonnal induljon hazafelé.
Közben a közeli parasztgazdaságban Vahur, a házőrző kutya rábeszéli Mártont, a kakast, hogy hangos kukorékolásával csábítsa oda a rókát, abban a reményben, hogy elfogja. Kag azonban túljár Vahur eszén, és elviszi a kakast, akit ezután a feleségei siratnak. Kag már nem tudja hazavinni a zsákmányát, mert a vadász, akit a rókák Simabőrűnek hívnak, nyomába szegődik, és nemcsak Kagot, hanem a rókacsaládot is bekeríti a kutyájával, és lelövi. Vuk, aki egész éjszaka békát kergetett, hajnalban indul csak hazafelé. Amikor megérkezik, üres barlangra talál. Éhesen, fáradtan várja vissza családját.

#### Második jelenet

Vukot a nagybátyja, Karak találja meg, és hazaviszi, hogy felnevelje. Hamarosan el is érik a hegytetőn lévő barlangot. Másnap reggelre Vuk kipihenten ébred fel, és nem hagyja az éjszakai vadászattól fáradt Karakot aludni. Karak elmagyarázza Vuknak, hogy a rókák nappal alszanak, és csak az éjszaka biztonságot hozó sötétjében vadásznak. Vuk azonban unatkozik, és miközben rárepül a fülére egy lepke, megpróbálja megenni, de a kellemetlen ízű gólyahírt sikerül bekapnia. Majd, amikor az arra mászó gyíkot kergeti, lepotyog a hegyről. A nap hátralévő részét azzal kell töltenie, hogy keservesen visszakapaszkodjon a hegytetőre.

#### Harmadik jelenet
Karak vadászni tanítja Vukot. Vuk sündisznót próbál fogni, de ízletes vacsora helyett csak orrába álló, fájdalmas tüskéket sikerül szereznie. Vadászútjukon egy macskával, egy bagollyal és néhány vaddisznóval is találkoznak, de vacsorára való zsákmányra nem akadnak. Karak és Vuk a „Simabőrű” házához is eljutnak. Karak figyelmezteti Vukot, hogy sohase menjen a veszedelmes vadász környékére, aki „villámló bottal” és szolgalelkű kutyákkal jár és „gyilkolja a szabad népet”. Amikor Vuk megtudja, hogy a Simabőrű pusztította el a családját, fogadalmat tesz, hogy egy napon még bosszút áll.
Mikor Karak megengedi, hogy Vuk egyedül induljon békázni, a béka elmenekül Vuk elől, majd elrejtőzik a párjával. A kisróka pedig talál egy vadkacsát (Tás), és sikerül is elfognia. Sut, a tépett farkú róka is éppen arra jár, és a rókakölyök zsákmányára feni a fogát. Vuk vakmerően szembeszáll Suttal, és mielőtt baja eshetne, színre lép Karak, aki „első a rókák között”, és tekintélyénél fogva elzavarja Sutot, aki ezután Karakot szidja, majd a vízbe esik.

#### Negyedik jelenet
Idővel Vuk testben és tapasztalatban is szépen gyarapodik. Karakkal a hűvös nyári szállásukra költöznek. Vuk egy nap Karak intése ellenére a Simabőrű háza körül kóborol. Egy szürke varjút, amely éppen egy kiscinegét kerget, megpróbál megenni, de csak három farktollát sikerül kitépnie. A ház körüli felfedező útja során leterít egy pávakakast, majd rátalál egy ketrecben fogva tartott rókalányra, aki addig könyörög, amíg Vuk meg nem ígéri, hogy Karakkal még aznap este visszatérnek és kiszabadítják.
Bár Karak nem szívesen megy a Simabőrű házához, Vuk rábeszéli, hogy együtt szabadítsák ki a rókalányt. A viharos este miatt a vadász beviszi a kutyákat a házba. Vuk és Karak megpróbálják kiásni a ketrec alját, de a ketrec alulról is be van deszkázva, így az ásás eredménytelen. Vuk a dombtetőn lévő szekér kerekét támasztó köveket ássa ki Karakkal együtt. A   szekér nekigurul a ketrecnek, és begörbíti a rácsokat, erre a vadász azt hiszi, hogy villám csapott le a közelben. A Simabőrű kutyái ezután vadul ugatnak.

#### Ötödik jelenet
A fogságból kiszabadult rókalány úgy dönt, hogy Vukkal és Karakkal marad. A fárasztó és veszedelmes éjszaka után békésen alszanak el az illatos nyári mezőn.
Másnap reggel a rókák ijedten ébrednek fel a kombájnok hangjára. Karak az erdő felé akar menekülni, de Vuk előbb felderíti a környéket, és észreveszi, hogy a vadász az erdő szélén vár rájuk a kutyáival, közben a varjú is bosszút akar rajta állni kitépett tollaiért. A rókák kis csapata az egyetlen kiutat választja, a kombájnok felé menekülnek el. Az erdei rejtekhelyükön elbújva Karak kijelenti, hogy Vuk már készen áll arra, hogy a maga útját járja, de Vuk úgy dönt, hogy inkább Karakkal és a rókalánnyal marad.
Ahogy a tavasz nyárba fordul, úgy fordul a nyár őszbe. Az erdő lakóit nagy zaj veri fel. A vadászok hajtják a vadakat: a fürjek, a nyulak, a szarvasok és a rókák ijedten menekülnek. A rókák hiába rejtőznek egy bokorban, a levelek már lehullottak, és a bokor nem ad már igazi védelmet. Karak, az öreg róka feláldozza magát a fiatalokért: kitör, és maga után csalja az üldözőket. Ezalatt az egyik vadász rálő, és Karak félholtan zuhan a szakadékba. Este lesz, mire Vuk és a rókalány rátalál a haldokló Karakra, aki arra kéri őket, hogy maradjanak együtt. „A rókák szabad népének nem szabad elpusztulnia!” – mondja, majd kimúlik. Ezután Vuk, most már felnőtt fejjel, megerősíti korábbi fogadalmát, hogy Karak és a családja pusztulásáért bosszút fog állni.
A környék kutyái újra összegyűlnek, és kárörvendően szapulják Vahurt és Fickót, akiket Vuk többször bolonddá tett. A Simabőrű, amikor a felesége kéri a kamrában őrzött tojásokat, felfedezi, hogy azoknak csak az összetört héjuk maradt, és a kopasznyakú tyúkja, de még a kacsái is hiányoznak a ketrecekből.

#### Hatodik jelenet
Csak két gúnár marad, amik a présháznál addig ették a cefrét, amíg alaposan le nem részegedtek. A Simabőrű a két ludat beviszi a csűrbe, magához hívja Vahurt és Fickót, és megparancsolja, hogy őrizzék a megmaradt libákat. Megfenyegeti őket, hogy ha a két liba elvész, ágyelőt csinál a bőrükből, majd bezárja az ajtót. A pajtában rejtőzködő Vuk mindent elkövet annak érdekében, hogy a kutyák figyelmét elterelje, csontot dobál eléjük, majd lisztet borít a fejükre, és a nagy zűrzavarban elmenekül az egyik libával. Vahur és Fickó a gazdájuk dühétől tartva az erdőbe bujdosnak.
A szomszédos kutyák megint Vahuron és Fickón mulatnak, a vadász pedig, megelégelve, hogy Vuk mindig túljár az eszén, három csapdát állít az erdőben, amiben a másik liba combjait tálalja megsütve. A kiéhezett Vahur és Fickó a pecsenye szagát megérezve belelépnek a csapdákba. Ugatásukat hallva a gazda azt hiszi, hogy végre sikerült a rókát elfognia, szalad is az erdőbe, de saját csapdájába esik bele, és megsérül a lába.
A tél után újra eljön a tavasz. Vuk és párja, a rókalány, Karak biztonságos és tágas barlangjában boldogan élnek. Elégedetten veszik szemügyre népes családjukat. Az egyik kölyök szemesebb is, ügyesebb is mint a többi, ő hasonlít a leginkább az apjára, így hát el is nevezik Vuknak. A mese teljes kört ír le.

## Szereplők
- Mesélő – Bitskey Tibor
- Vuk (gyerekkorában) (róka) – Pogány Judit
- Vuk (felnőttkorában) – Gyabronka József
- Kisrókák (Vuk testvérei) – Pogány Judit
- Karak, a bölcs róka (Vuk nagybátyja / mostohaapja) – Csákányi László
- Íny (Vuk anyja) – Földi Teri
- Kag (Vuk apja) – Szabó Gyula
- Csele, a rókalány (Vuk barátnője) – Kútvölgyi Erzsébet
- Pista bácsi, a simabőrű ember (vadász) – Koltai Róbert
- Vahúr, a vadászkutya (drótszőrű magyar vizsla) – Szabó Sándor
- Fickó, a vadászkutya (basset hound); Szú, a sün; Füttyös, a rigó – Márton András
- Tás, a vadkacsa – nem szólal meg
- Részeges libák – Haumann Péter, Maros Gábor
- Sut, a farkatlan róka – Benedek Miklós
- Rá, a szürke varjú – Bodrogi Gyula
- Nyaú, a macska; Tyúkok (Márton feleségei) – Czigány Judit
- Hú, a fülesbagoly – Szabó Ottó
- Unka, a béka – Horváth Gyula
- Márton, a tarajos kakas – Zenthe Ferenc
- Komondor – Füzessy Ottó
- Csúsz, a gyík – Verebély Iván
- A Simabőrű felesége – Győri Ilona
- Hajtók – Füzessy Ottó, Horkai János, Szoó György
- Pletykás kutyák – Benkóczy Zoltán, Farkas Antal, Füzessy Ottó, Horkai János, Somogyvári Pál

## Gyártás
A figurák először 1972-ben tűntek fel egy képregényben, a Füles rejtvényújságban. A film 1980–81-ben készült a Magyar Televízió megrendelésére a Pannónia Filmstúdióban először négyrészes (kb. 20 perces) sorozatként, majd ebből állt össze játékfilmmé. Magyarországon 1981 és 1989 között 2,5 millióval növekedett a nézettségek száma. 2011-es árakon számolva 600 millió forintba került.
- Rendezte és tervezte: Dargay Attila
- Írta: Dargay Attila, Imre István, Tarbay Ede
- Dramaturg: Bálint Ágnes
- Zenéjét szerezte: Wolf Péter
- Dalszöveg: Szenes Iván
- Énekhang: Maros Gábor[5]
- Operatőr: Henrik Irén
- Hangmérnök: Bársony Péter
- Hangasszisztens: Zsebényi Béla
- Vágó: Czipauer János, Hap Magda
- Háttér: N. Csathó Gizella
- Mozdulatterv: Bakai Piroska, Dékány Ferenc, Füzesi Zsuzsa, Radvány Zsuzsa
- Rajzolták: Bajnóczky Mária, Balogh János, Bangó Gabriella, Janotyik Frigyes, Fülöp Márta, Ézsöl János, Gyarmathy Ildikó, Kovács Magda, Körmöci Judit, Kulcsár Katalin, Losonczy Árpád, Molnár Eszter, Petényi Katalin, Sostarics Yvette, Varga Péterné, Vertetics Anikó, Zákányi Edit, Zsolnai Ágnes
- Színes technika: György Erzsébet
- Gyártásvezető: Bende Zsófi
- Produkciós vezető: Budai György, Imre István

Készítette a Pannónia Filmstúdió

## Angol nyelvű kiadás
Az angol nyelvű kiadás címe egyszerűen The Little Fox, 1987-ben adta ki az USA-ban videókazettán a Celebrity Home Entertainment. A Nickelodeon bemutatta időnként mint "Special Delivery". Az angol nyelvű kiadásban Vuk neve "Vic", felesége neve "Foxy"-ra változott, Karak változatlan.

## Hanglemezek

### Vuk dala
1981-ben a Pepita hanglemezkiadónál megjelent a Vuk című kislemez, mely az egész estés rajzfilm alapján készült. A főcímdalát Wolf Kati énekelte 7 évesen, Wolf Péter és zenekarának közreműködésével. Zenéjét Wolf Péter szerezte, a dalszöveget pedig Szenes Iván írta (ISWC T-007.276.359-7). A főcímdal videóklipje a Magyar Televízióban készült. A kislemez platinalemez lett.
| Dal       | Perc | Dátum | Előadók        | Zeneszerző(k) és dalszövegíró(k) | Album                              |
| --------- | ---- | ----- | -------------- | -------------------------------- | ---------------------------------- |
| Vuk dala  | 2:16 | 1981  | Wolf Kati      | Wolf Péter, Szenes Iván          | (Pepita SPS 70528, 1981. A oldal.) |
| Moncsicsi | 2:28 | 1981  | Ullmann Mónika |                                  | (Pepita SPS 70528, 1981. B oldal.) |

A Vuk főcímdalának alkotói:
- Zeneszerző: Wolf Péter
- Szövegíró: Szenes Iván
- Közreműködött: Wolf Péter együttese
- Szerkesztő: Buzáné Fábri Éva
- Operatőr: Zentay László
- Rendező: M. Lukács Ágnes

A Magyar Rádió hangfelvétele

### Tini dal
1984-ben megjelent a Favorit kiadónál a Tini dal című hanglemez. Kislemezekből vannak kiválogatva, pl. a Vuk című kislemezből.
| Dal                  | Perc | Dátum | Előadók               | Albumszám                            |
| -------------------- | ---- | ----- | --------------------- | ------------------------------------ |
| Tini dal             | 3:31 | 1984  | Neoton Família        | (Favorit SLPM 17856, 1984. A oldal.) |
| Breki-blues          | 3:11 | 1984  | Mikó István           | (Favorit SLPM 17856, 1984. A oldal.) |
| Vuk                  | 2:16 | 1984  | Wolf Kati             | (Favorit SLPM 17856, 1984. A oldal.) |
| Micimackó            | 4:00 | 1984  | Koncz Zsuzsa          | (Favorit SLPM 17856, 1984. A oldal.) |
| Koala maci           | 2:40 | 1984  | Csongrádi Kata        | (Favorit SLPM 17856, 1984. A oldal.) |
| Hinta                | 3:24 | 1984  | Kati és a Kerek Perec | (Favorit SLPM 17856, 1984. A oldal.) |
| Hej-hó               | 2:32 | 1984  | Wolf Péter együttes   | (Favorit SLPM 17856, 1984. A oldal.) |
| Moncsicsi            | 2:28 | 1984  | Ullmann Mónika        | (Favorit SLPM 17856, 1984. A oldal.) |
| Windszörny           | 2:41 | 1984  | Dolly Roll            | (Favorit SLPM 17856, 1984. B oldal.) |
| Pancsoló kislány     | 3:22 | 1984  | Kovács Eszti          | (Favorit SLPM 17856, 1984. B oldal.) |
| Nanu-nanu            | 2:43 | 1984  | Maros Gábor           | (Favorit SLPM 17856, 1984. B oldal.) |
| A földönkívüli       | 2:29 | 1984  | Ullmann Mónika        | (Favorit SLPM 17856, 1984. B oldal.) |
| Nyuszi-bugi          | 2:33 | 1984  | Csongrádi Kata        | (Favorit SLPM 17856, 1984. B oldal.) |
| Eperfagyi            | 3:22 | 1984  | Kovács Eszti          | (Favorit SLPM 17856, 1984. B oldal.) |
| Iskolatáska          | 3:10 | 1984  | Bergendy Együttes     | (Favorit SLPM 17856, 1984. B oldal.) |
| Mitiők (tinirandevú) | 3:02 | 1984  | So-ho együttes        | (Favorit SLPM 17856, 1984. B oldal.) |

- Szerkesztette: B. Tóth László

A Favorit felvétele.

## Vuk mesejátszótér
Dargay Attila emlékére és a gyerekek örömére Vuk játszóteret hoztak létre, ami Budapesten a Gellért hegyen található.

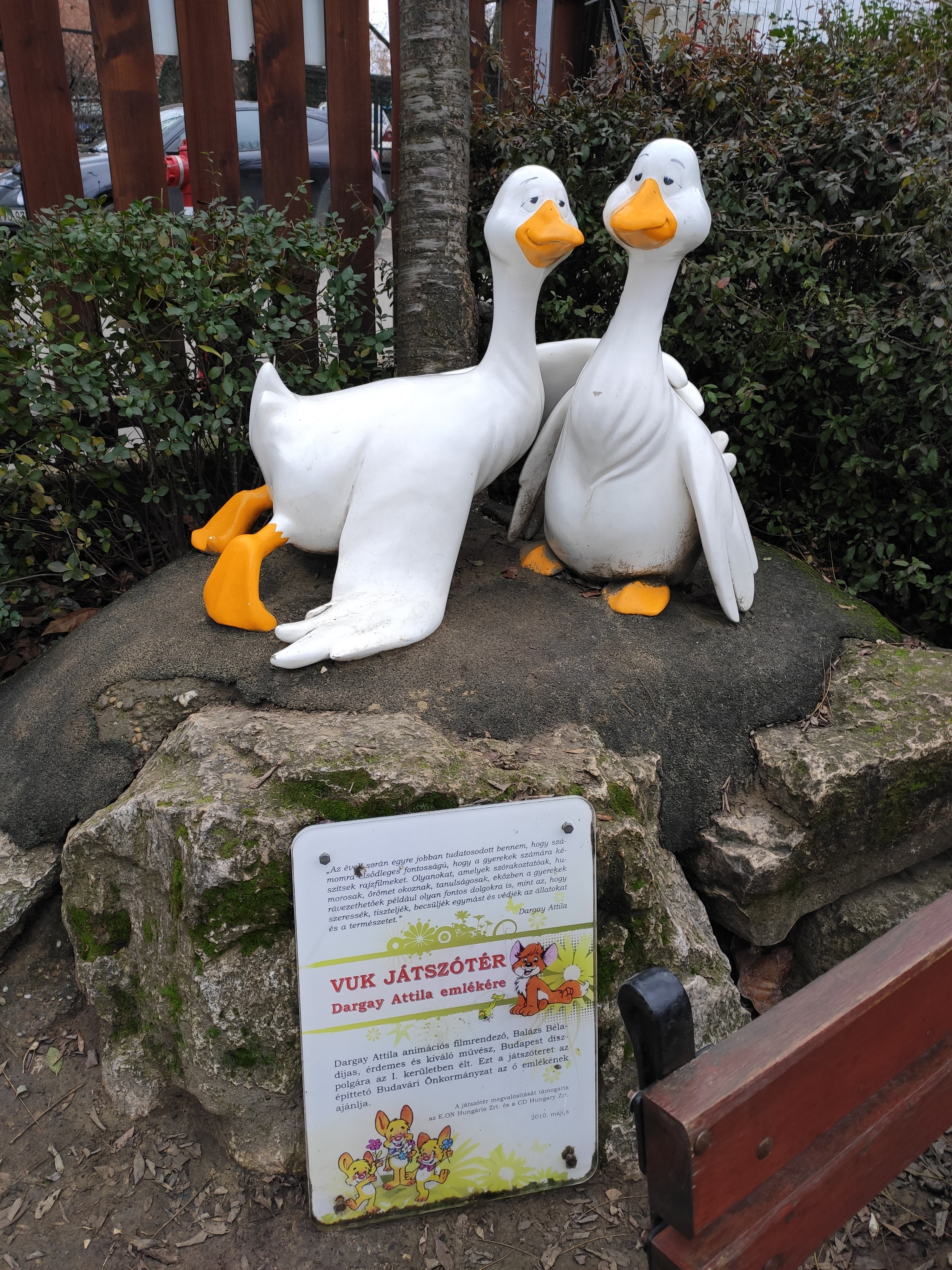
Részeges libák a Vuk játszótéren
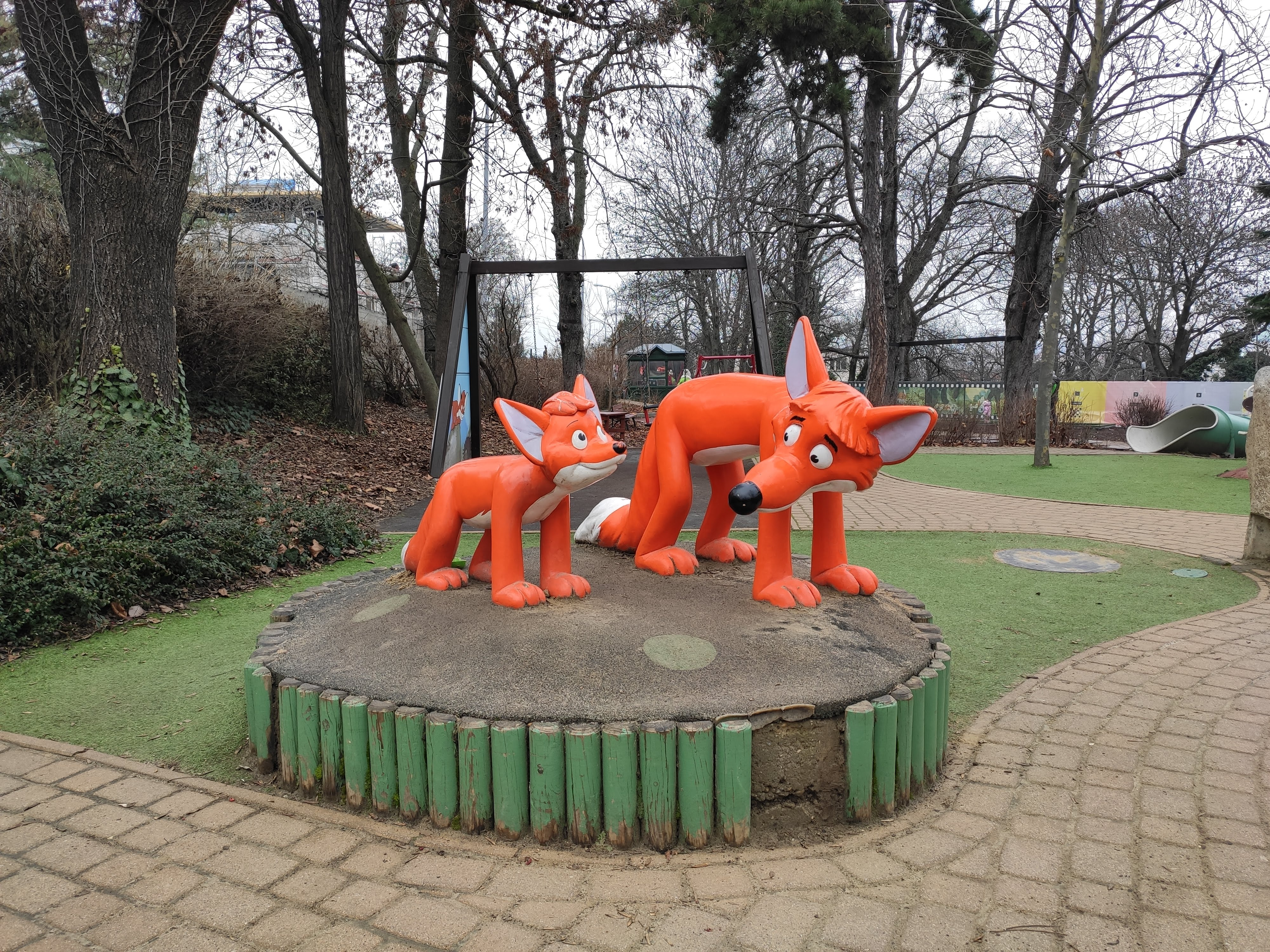
Vuk és Karak
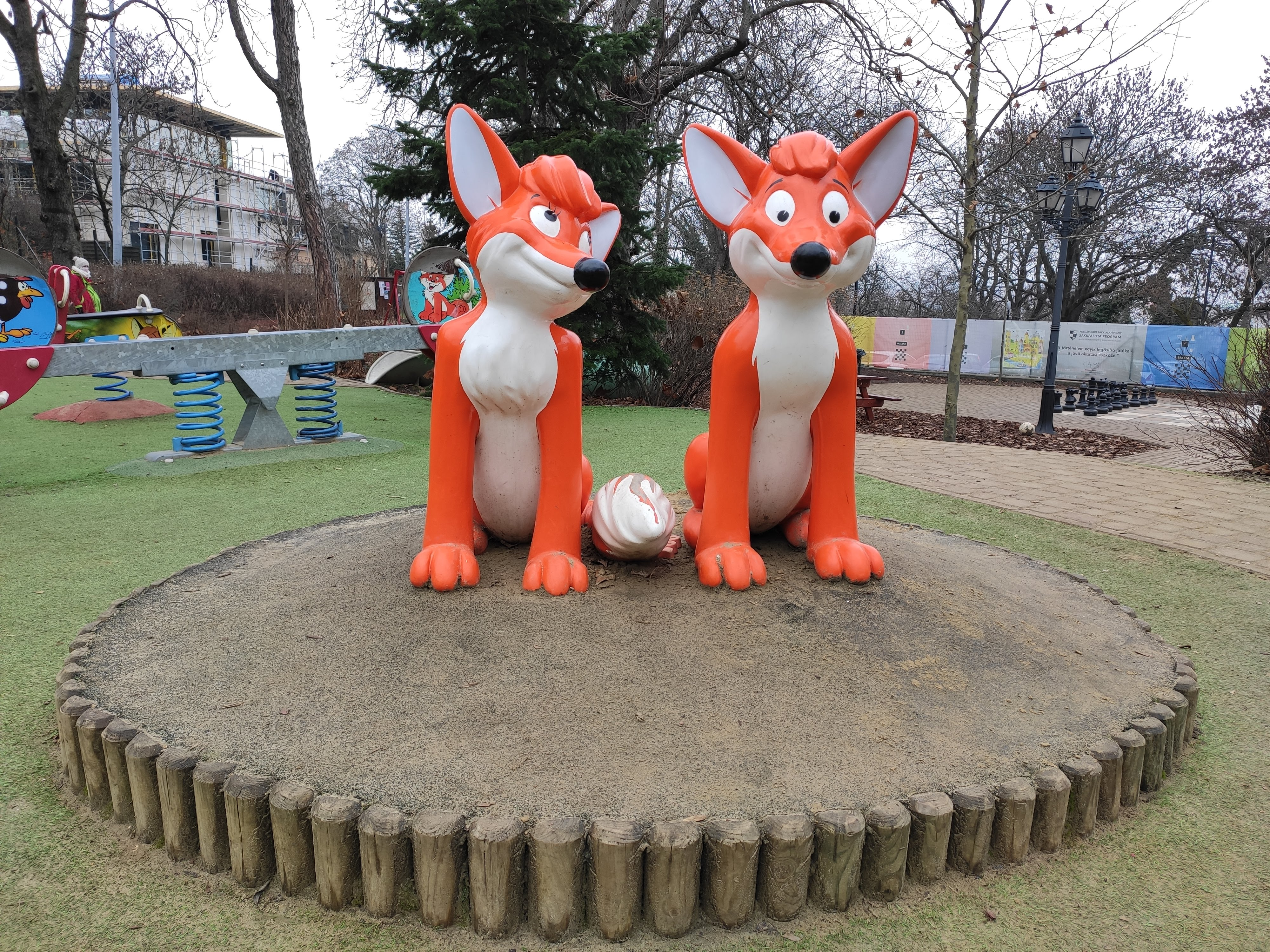
Vuk és a rókalány

## Folytatás
Terveztek egy folytatást Vuk 2: A kis csavargó címmel, mely pénzhiány és a rendező 2009-es halála miatt nem valósult meg. A Kis csavargó főszereplője a tervek szerint egy fehér kis róka lett volna, aki Vuk fia. A filmhez négy néma jelenet készült a Pannónia Filmstúdióban.
2004-ben Gát György hozzálátott a Vuk folytatásának elkészítéséhez. Dargay ekkor javasolta a Kis csavargó című filmtervet, ami Gátnak nem felelt meg, mivel ő a szerinte elavult kézzel rajzolt technika helyett a korszerűbb CGI animációt szerette volna használni, illetve a film környezetét modernizálni. Dargay ezek után megtagadta Gáttól a saját karaktereinek jogait, az új film szellemiségével kapcsolatos nézeteltérések miatt.
Dargay Attila felesége (és filmjeinek operatőre) ezt nyilatkozta: „Még forgatókönyve sem volt, csak ifjabb Fekete István Vuk és a Simabőrűek című ifjúsági regényének jogát szerezte meg, amiben teljesen más az emberek viselkedése, az emberek és állatok kapcsolata, mint ahogy az az eredeti regényben volt, és ahogy azt a férjem elképzeli. Ebbe nem mentünk bele.”
A Gát György által készített Kis Vuk című folytatást 2008-ban mutatták be. A film minden téren negatív kritikát kapott, anyagilag megbukott. Dargay Attila 2009-ben hunyt el.